# Cot Rheue
Cot Rheue is een bestuurslaag in het regentschap Aceh Utara van de provincie Atjeh, Indonesië. Cot Rheue telt 688 inwoners (volkstelling 2010).